# Montescourt-Lizerolles
Montescourt-Lizerolles es una comuna francesa situada en el departamento de Aisne, de la región de Alta Francia.
Los habitantes se llaman Montescourtois y Montescourtoises.

## Geografía
Está ubicada a 12 km al sur de San Quintín.

## Demografía
| 1 624 | 1 814 | 1 668 | 1 485 | 1 460 | 1 476 | 1 530 | 1 672 |
| Para los censos de 1962 a 1999 la población legal corresponde a la población sin duplicidades (Fuente: INSEE [Consultar]) |       |       |       |       |       |       |       |